# SpamCop
SpamCop ist ein E-Mail-Spam-Meldedienst, der es Empfängern von unerwünschten Massen- oder kommerziellen E-Mails ermöglicht, IP-Adressen zu melden, die von SpamCops Analyse als Absender von Spam identifiziert wurden, an die Missbrauchsmeldeadressen dieser IP-Adressen. SpamCop verwendet diese Berichte, um eine Liste von Computern zu erstellen, die Spam senden, die sogenannte „SpamCop Blocking List“ oder „SpamCop Blacklist“ (SCBL).

## Geschichte
SpamCop wurde 1998 von Julian Haight als Einzelunternehmen gegründet. Als der Meldedienst immer beliebter wurde, wurden Mitarbeiter hinzugefügt und die SCBL wurde nützlicher. Spamcop war häufig das Ziel von DDoS-Angriffen und Klagen von Organisationen, die in der SCBL aufgeführt sind.
Das E-Mail-Sicherheitsunternehmen IronPort Systems gab am 24. November 2003 die Übernahme von SpamCop bekannt, blieb jedoch unabhängig von Julian Haight geführt. Ein kleiner Stab und Freiwillige helfen in seinem Forum.
IronPort stimmte am 4. Januar 2007 zu, ein Geschäftsbereich von Cisco Systems zu werden und SpamCop effektiv zu einem Cisco-Dienst zu machen. Julian Haight verließ das Unternehmen ungefähr zwei Jahre nach der Übernahme durch Cisco.
SpamCop sieht sich selbst als Versuch, Spam ohne die Notwendigkeit staatlicher Eingriffe zu stoppen, aber da aber die Macht einer Regierung oder eines großen ISP fehlt, kann es größere Schwierigkeiten geben, mit dem Fachwissen von Spammern sowie den großen Bot-Netzwerken umzugehen, die sie kontrollieren und kontrollieren, dass sie Blue Security mit einem massiven DDoS-Angriff lähmten.
SpamCop stellte zuvor kostenpflichtige E-Mail-Konten über Corporate Email Services (CES) bereit. Am 9. August 2014 gab CES in einer E-Mail an Inhaber von E-Mail-Konten bekannt, dass „am 30. September 2014 (Dienstag) 18 Uhr ET der aktuelle SpamCop-E-Mail-Dienst auf reine E-Mail-Weiterleitung mit Spam-Filterung umgestellt wird. SpamCop für alle bestehenden SpamCop-E-Mail-Benutzer und dass SpamCop [nach diesem Datum] keinen IMAP- oder POP-Dienst mehr bereitstellt.“
Am 31. Januar 2021 um 10:31:56 UTC wurden die Domain und alle Subdomains von spamcop.net aufgrund des Ablaufs der Domain zu einem Domain-Parking-Dienst aufgelöst. Später wurde die Domain verlängert und der Dienst lief wieder. Der Ausfall führte dazu, dass Nachrichten aufgrund der Blacklist-DNS-Einträge abgelehnt wurden, die alle an den Domain-Parking-Service gerichtet waren.

## Vorteile
SpamCop hilft ISPs, Webhostern und E-Mail-Anbietern effektiv, Konten zu identifizieren, die missbraucht werden, und sie zu schließen, bevor der Spammer seine Arbeit beendet. SpamCop gibt Informationen aus seinen Berichten an Dritte weiter, die ebenfalls an der Spam-Bekämpfung arbeiten, und verstärkt die Wirkung seiner Dienste über seine eigene Reichweite hinaus.

## Einschränkungen
Für erstmalige SpamCop-Melder erfordert der SpamCop Parsing and Reporting Service, dass der Melder manuell überprüft, ob jede Übermittlung Spam ist und dass die Ziele der Spam-Berichte korrekt sind. Personen, die Tools zum automatischen Melden von Spam verwenden, E-Mails melden, die kein Spam sind, oder an die falschen Personen melden, können mit einer Geldstrafe belegt oder gesperrt werden. Diese Überprüfung erfordert zusätzlichen Zeit- und Arbeitsaufwand. Trotz dieser Schritte kommt es zu Meldungen an Unbeteiligte, und ISPs müssen möglicherweise SpamCop so konfigurieren, dass keine weiteren Meldungen gesendet werden, wenn sie diese nicht noch einmal sehen möchten.